# 湖南吻鮈
湖南吻鮈（学名：Rhinogobio hunanensis）为輻鰭魚綱鯉形目鲤科吻鮈屬的鱼类，俗名坨条、齿耙鱼、刷把子、鸟爪子，是中国的特有物种。分布于四川、湖南等，主要生活于底栖。该物种的模式产地在沅陵。體長可達20.3公分。
其种加词“hunanensis”意为“湖南的”。